# Mi tío Jacinto
Mi tío Jacinto es una película, coproducción italo-española, dirigida por Ladislao Vajda y protagonizada por Antonio Vico y Pablito Calvo, que se estrenó el 31 de marzo de 1956. 
Esta película puede considerarse un intento de adaptar la temática y estética del neorrealismo italiano al contexto de la España franquista (la relación entre un hombre adulto y un niño parece haber sido inspirada directamente por el Ladrón de bicicletas de Vittorio de Sica), combinado con un toque de la picaresca autóctona española.
Por su actuación en esta tragicomedia Pablito Calvo ganó el premio del público en el Festival Internacional de Cine de Berlín de 1956, y Antonio Simont obtuvo la medalla del Círculo de Escritores Cinematográficos a los mejores decorados.

## Argumento
Pepote es un huérfano de siete años que vive con su tío Jacinto en una chabola a las afueras de Madrid. Jacinto es un antiguo torero fracasado y actual borrachín sin oficio, aunque su sobrino lo adora y ambos se cuidan mutuamente. Hacen frente a la indigencia con ingenio: recolectando colillas para vender el tabaco restante, haciendo recados y con cualquier pequeño negocio que se le ocurra al espabilado niño.
Una mañana reciben una carta con una oferta para que Jacinto toree esa misma noche en una charlotada por 1500 pesetas, una pequeña fortuna para la España de la postguerra, pero no tienen las trescientas pesetas que cuesta alquilar el traje de luces y solo les queda un día para conseguirlas. Se pasan toda la jornada intentando conseguir por todos los medios el dinero, incluso involucrándose en estafas, aunque Jacinto siempre había intentado mantener a su sobrino alejado de la delincuencia. Pero su poca pericia intentando timar a la gente hace que termine en la comisaría y pierda los relojes falsos en los que habían invertido todo su dinero y falta poco para que la policía le quite la custodia del niño. Al filo de la noche Jacinto desesperado se ofrece para descargar un camión lleno de pesados sacos por las trescientas pesetas necesarias, pero cae desfallecido a mitad del intento. Cuando todo parece perdido Pepote consigue apiadar al sastre con sus llantos y su sonrisa angelical para que les preste el traje de torear.
Jacinto, acompañado de Pepote y el empleado de la sastrería que custodia el traje, llega a la plaza de las Ventas con la esperanza de que esa sea su oportunidad para triunfar y lucirse ante su sobrino. Pero pese a todos sus intentos la lluvia arruina su actuación, por lo tanto sale derrotado de la plaza y con el pesar de tener que presentarse frente a Pepote y ver la decepción en su cara. Pero el niño no ha presenciado su fracaso porque había salido de la plaza nada más empezar a llover; por lo que cuando Pepote le pregunta, Jacinto oculta la verdad alardeando de pases toreros y estocada final. Ambos regresan a casa entre risas, mientras Jacinto sigue contándole sus supuestas hazañas.

## Reparto
- Pablito Calvo - Pepote
- Antonio Vico - Jacinto
- Juan Calvo - sastre
- Luis Sánchez Polack - dependiente de la sastrería
- Julio Sanjuán - organillero
- Miguel Gila - Paco, el timador
- Joaquín Portillo - compinche de Paco
- José Marco Davó - inspector de policía
- Adriano Domínguez - agente de policía
- Pastora Peña - vendedora de sellos
- José Isbert - Sánchez, falsificador de relojes
- Paolo Stoppa - falsificador de arte
- Walter Chiari - compinche del falsificador de arte
- Gildo Bocci - relojero
- Giulio Battiferri - lechero
- Mariano Azaña - cerillero
- Rafael Bardem - agente artístico
- Jesús Colomer - limpiabotas

## Producción y rodaje
La película se filmó en Madrid en diversos lugares como El Rastro, el metro madrileño o la plaza de Las Ventas.

## Premios
| Evento             | Premio             | Receptor       |
| ------------------ | ------------------ | -------------- |
| Festival de Berlín | Premio del público | Pablito Calvo  |
| Medallas del CEC   | Mejores decorados  | Antonio Simont |